# Грегарни мотив
Грегарни мотив је један од елементарних социјалних мотива. Грегарни мотив је биолошки, инстинктивни порив многих животиња и људи да буду са другим јединкама своје врсте и да живе у групама. Сматра се да човек поседује грегарни инстинкт или „мотив стада“, који представља биолошко-психолошку основу друштвеног живота и свих видова удруживања људи. Овај мотив се манифестује у тежњи појединца да буде заједно с другим људима, да буде део неке социјалне групе, као и у осећању узнемирености и нелагодности када се нађе изван свог „стада“. По неким психолозима, то је „друштвени мотив“ у истом смислу као и афилијативни мотив, док се, по другима, грегарни мотив разликује од овог мотива по томе што не укључује тежњу за ближим контактом и социјалним односом са конкретним особама, већ се задовољава самим присуством других и самим припадањем групи или гомили.